# Duninia
Duninia es un género de arañas araneomorfas de la familia Hersiliidae. Se encuentra en Asia central en Turkmenistán e Irán.

## Etimología
El género fue nombrado en honor de Peter Mikhailovitch Dunin.

## Lista de especies
Según The World Spider Catalog 12.0:
- Duninia baehrae Marusik & Fet, 2009
- Duninia rheimsae Marusik & Fet, 2009